# Alexander Dmitrijewitsch Borowkow

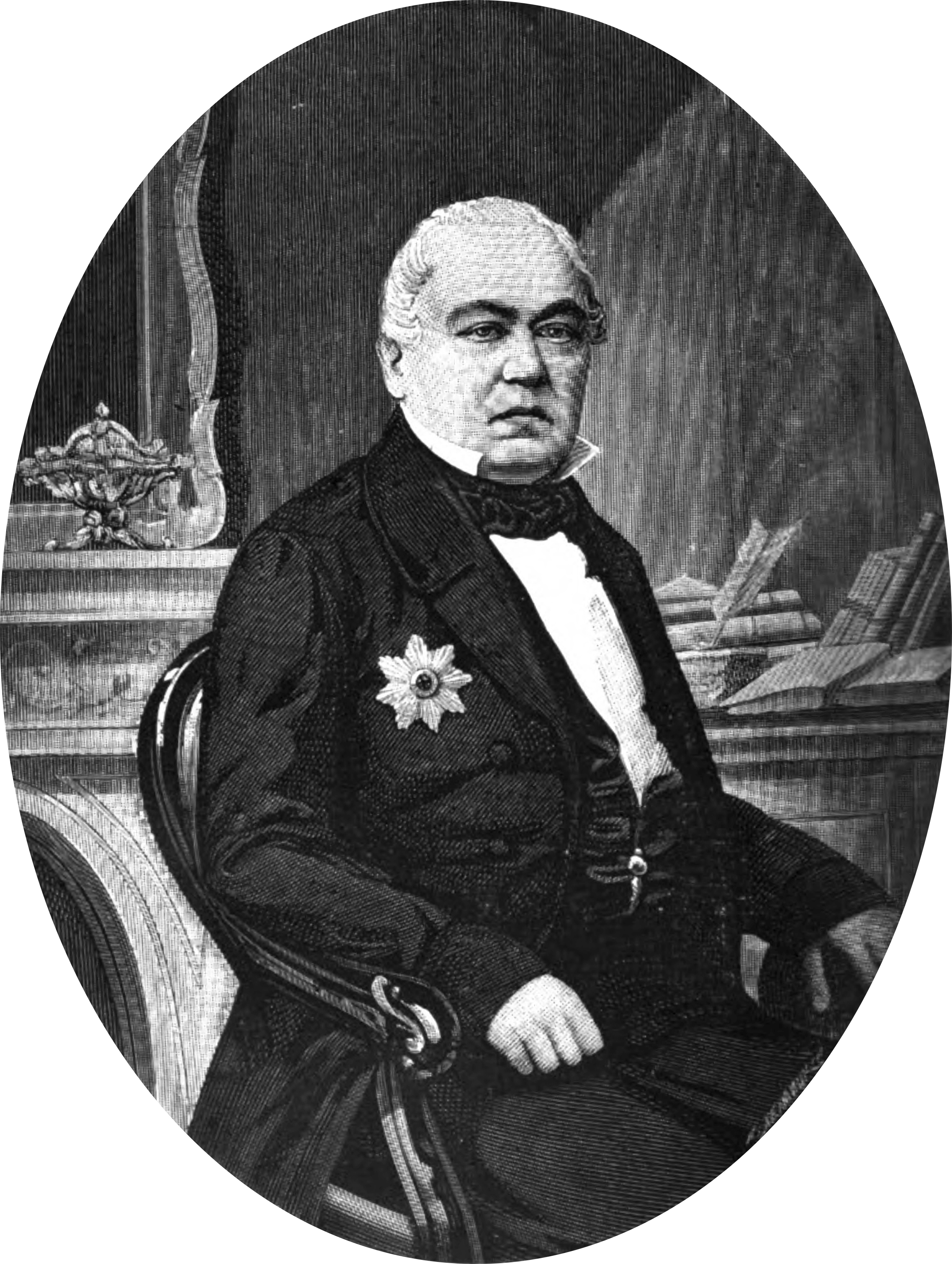
Senator Alexander Dmitrijewitsch Borowkow

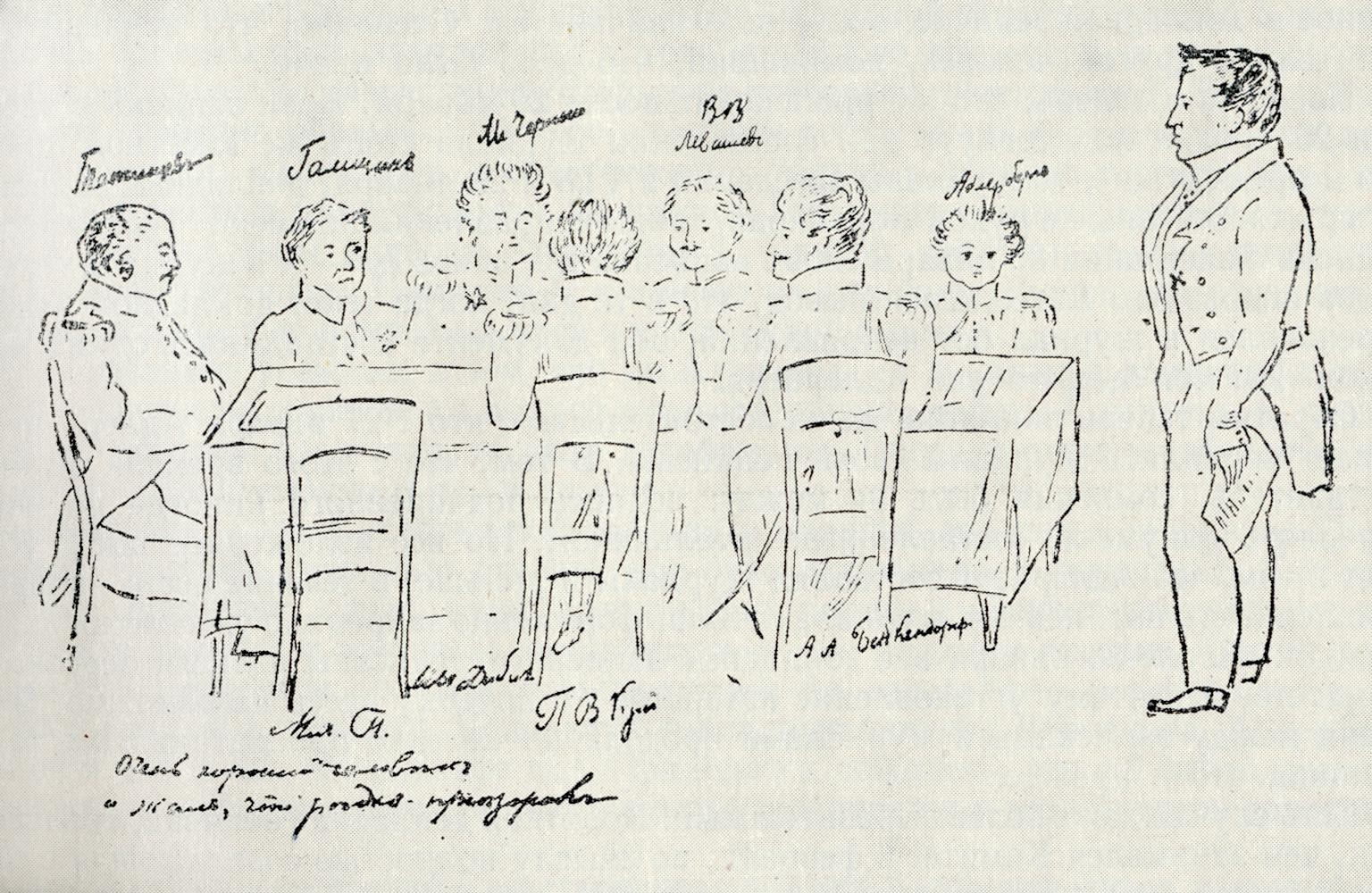
Sitzung des Untersuchungsausschusses gegen die Dekabristen, anno 1826 porträtiert von Wladimir Adlerberg (im Bild ganz rechts hinten sitzend). Alexander Borowkow auf dem Bild rechts stehend.

Alexander Dmitrijewitsch Borowkow (russisch Александр Дмитриевич Боровков / Aleksandr Dmitrievič Borovkov; * 30. Maijul. / 10. Juni 1788greg. in Sankt Petersburg; † 9. Novemberjul. / 21. November 1856greg.) war ein russischer Senator und Schriftsteller. Ende 1825 wurde er zum Sekretär des Untersuchungsausschusses gegen die Dekabristen berufen.
Alexander Borowkows Vater, 1756 geboren, war ein Wenjower Kaufmann. Die 1761 geborene Mutter war eine Adlige aus dem Landkreis Kaschira. Alexander absolvierte das Gymnasium an der Moskauer Universität und schloss seine Studien an selbiger Hochschule 1808 ab. Bereits als Student verdingte er sich bei mehreren Moskauer Zeitungen als Übersetzer von Gedichten fremdsprachiger Poeten und schlug nach dem Studium die Beamtenlaufbahn am Gericht ein.
Borowkow gehörte zu den Gründern der im Januar 1816 ins Leben gerufenen Sankt Petersburger Freien Gesellschaft der Liebhaber der russischen Literatur. Ab 1818 war er Redakteur des Petersburger Presseorgans der Gesellschaft.
1818 wurde Borowkow in die Freimaurerloge Die Auserwählten Michaels aufgenommen. Unter den Oberhäuptern Fjodor Tolstoi und Fjodor Glinka waren zum Beispiel noch Nikolai Gretsch, Anton Delwig, Alexander Jefimowitsch Ismailow, Rafail Michailowitsch Sotow, Nikolai Alexandrowitsch Bestuschew und Wilhelm Küchelbecker als Freimaurer präsent. Ab 1821 war Borowkow Sekretär der Loge und stieg 1822 zu ihrem Sprecher und Meister vom Stuhl auf.
Am 17. Dezember 1825 wurde er von Nikolaus I. in den Untersuchungsausschuss gegen die Dekabristen bestellt. Borowkow sei der Meinung gewesen, er habe bei dieser seiner Ausschussarbeit die Strafe von mindestens zehn Dekabristen mindern können. Manch einem anderen habe er auch noch helfen wollen, doch nicht helfen können – so beispielsweise Michail Lunin. Bekannt wurde er durch das Borowkow-Alphabet – die erste Auflistung von Dekabristen.
1827 wurde Borowkow Stellvertretender Staatssekretär des Staatsrates und später Staatssekretär für militärische Angelegenheiten im Staatsrat.
1840 wurde Borowkow Senator und Geheimer Rat (= Beamter 3. Klasse); musste allerdings den Staatsdienst 1846 quittieren.
Seine letzte Ruhe fand Alexander Borowkow in der Familiengruft neben der Dorfkirche Dobroje im Landkreis Nowgorod.
Alexander Borowkow hatte eine Schwester (Alexandra, geboren 1780) und einen Bruder (Nikolai, geboren 1792). Mit seiner (1849 verstorbenen) Ehefrau Jelena Alexejewna hatte er fünf Kinder (Sinaida, Michail, Alexander, Vera und Nikolai, etwa zwischen 1831 und 1836 geboren). Borowkows Autobiographie, in den späten 1830er Jahren begonnen, wurde postum 1898 veröffentlicht.